# Patrick Kleefeld
Patrick Kleefeld (* 8. Juni 1987) ist ein deutscher ehemaliger Handballspieler.
Kleefeld spielte in der Jugend für den TV Bittenfeld. Mit 17 Jahren wurde er im Sommer 2004 in den Kader der 1. Mannschaft in der Regionalliga aufgenommen. In der Folge spielte er sowohl für die 1. Mannschaft als auch für die 2. Mannschaft. In der Saison 2006/2007 wurde er in der 1. Mannschaft in der 2. Bundesliga eingesetzt. Später spielte er für die SG Lenningen in der Landesliga. Anschließend spielte er beim TSV Deizisau in der Oberliga. 2019 wechselte er zum TSV Heiningen, mit dem er in die Oberliga aufstieg. 2021 beendete Kleefeld seine Karriere.
Kleefeld bekleidete die Position eines linken Außenspielers, wurde zu Beginn seiner Karriere aber auch im rechten Rückraum eingesetzt.